# Hoheria sexangusta
Hoheria sexangusta là một loài thực vật có hoa trong họ Cẩm quỳ. Loài này được Allan mô tả khoa học đầu tiên năm 1927.